# Palermo Football Club 2025-2026
Questa voce raccoglie le informazioni riguardanti il Palermo Football Club nelle competizioni ufficiali della stagione 2025-2026.

## Stagione
La stagione 2025-2026 del Palermo si apre con l’arrivo in panchina di Filippo Inzaghi, nominato allenatore il 1º luglio 2025 con un contratto pluriennale. Per i rosanero si tratta del quarto campionato consecutivo in Serie B, affrontato con l’obiettivo dichiarato di tornare in massima serie. Il precampionato è caratterizzato dall’esordio dell’Anglo-Palermitan Trophy, amichevole di prestigio disputata il 9 agosto 2025 allo stadio Renzo Barbera contro il Manchester City. L’incontro, che ha registrato la presenza di quasi 35.000 spettatori, si conclude con la vittoria degli inglesi per 3-0. L’esordio ufficiale arriva una settimana più tardi, il 16 agosto 2025, nei trentaduesimi di finale di Coppa Italia contro la Cremonese. Dopo lo 0-0 dei tempi regolamentari, il Palermo si impone ai calci di rigore per 5-4, conquistando l’accesso ai sedicesimi di finale.

## Divise e sponsor
| Casa | Trasferta | Terza divisa |

## Organizzazione
Organigramma societario
- Presidente: Dario Mirri
- Amministratore delegato: Giovanni Gardini
- Direttore Generale: Giovanni Gardini
- Consiglieri d'Amministrazione: Simon Richard Cliff, Alberto Galassi, John MacBeath, Brian Marwood
- Direttore Sportivo: Carlo Osti
- Responsabile Osservatori: Leonardo Masieri
- Osservatore: Simone Lo Schiavo
- Direttore Operativo: Francesco Barresi
- Direttore Business: Nicolas de Montauzon
- Direttore Finanziario: Salvatore Di Chiara
- Direttore Marketing e Comunicazione: Gaetano Lombardo
- Responsabile Ufficio Stampa: Andrea Siracusa
- Ufficio Stampa: Nicolò Ciluffo
- Social Media Manager: Marco Sirchia
- Digital Specialist: Filippo Mazzù
- Creative Designer: Luca D'Agostino
- DGE e Responsabile Sicurezza: Tiziana Caracappa

Staff Tecnico
- Allenatore: Filippo Inzaghi
- Vice-Allenatore: Maurizio D'Angelo
- Collaboratori Tecnici: Evans Soligo
- Match Analyst: Simone Baggio, Federico Montalto
- Preparatori dei portieri: Federico Orlandi, Michele Marotta
- Team Manager: Fabio Pinna

Staff Medico
- Responsabile Sanitario: Roberto Matracia
- Medici: Marco Bruzzone, Davide Lo Nardo
- Prevenzione e Recupero Infortuni: Domenico Giordano, Simone Sigillo
- Responsabile Fisioterapia: Massimiliano Mereu
- Fisioterapia: Mirko Genzardi, Rosario Sciacchitano, Salvatore di Paola
- Nutrizionista: Clara Gabrielli

## Rosa
Aggiornata all'8 agosto 2025.

## Calciomercato

### Sessione estiva(dall'1/7 all'1/9)
| Acquisti         | Acquisti         | Acquisti                  | Acquisti                         |
| R.               | Nome             | da                        | Modalità                         |
| ---------------- | ---------------- | ------------------------- | -------------------------------- |
| P                | Francesco Bardi  |                           | svincolato                       |
| D                | Tommaso Augello  | Cagliari                  | definitivo                       |
| D                | Mattia Bani      | Genoa                     | definitivo (1,5 milioni €)       |
| C                | Antonio Palumbo  | Modena                    | definitivo (2,3 milioni €)       |
| A                | Emmanuel Gyasi   | Empoli                    | prestito con obbligo di riscatto |
| Altre operazioni |                  |                           |                                  |
| R.               | Nome             | da                        | Modalità                         |
| P                | Manfredi Nespola | Flaminia CivitaCastellana | fine prestito                    |
| D                | Patryk Peda      | Juve Stabia               | fine prestito                    |
| D                | Giuseppe Aurelio | Spezia                    | fine prestito                    |
| D                | Simon Graves     | PEC Zwolle                | fine prestito                    |
| C                | Samuele Damiani  | Ternana                   | fine prestito                    |
| C                | Dario Šarić      | Cesena                    | fine prestito                    |
| A                | Stredair Appuah  | Valenciennes              | fine prestito                    |
| A                | Giacomo Corona   | Pontedera                 | fine prestito                    |
| A                | Giuseppe Fella   | Cavese                    | fine prestito                    |

| Cessioni         | Cessioni              | Cessioni     | Cessioni                                    |
| R.               | Nome                  | a            | Modalità                                    |
| ---------------- | --------------------- | ------------ | ------------------------------------------- |
| P                | Sebastian Desplanches | Pescara      | prestito                                    |
| P                | Manfredi Nespola      | Arzignano    | prestito                                    |
| P                | Salvatore Sirigu      |              | svincolato                                  |
| D                | Giuseppe Aurelio      | Spezia       | diritto di riscatto esercitato (400 mila €) |
| D                | Dīmītrīs Nikolaou     | Bari         | prestito                                    |
| D                | Simon Graves          | PEC Zwolle   | diritto di riscatto esercitato (600 mila €) |
| D                | Kristoffer Lund       | Colonia      | prestito                                    |
| C                | Samuele Damiani       | Ternana      | diritto di riscatto esercitato (180 mila €) |
| A                | Stredair Appuah       | Valenciennes | prestito                                    |
| A                | Francesco Di Mariano  | Modena       | definitivo (450 mila €)                     |
| A                | Giuseppe Fella        | Cavese       | definitivo                                  |
| A                | Roberto Insigne       | Avellino     | definitivo                                  |
| Altre operazioni |                       |              |                                             |
| R.               | Nome                  | a            | Modalità                                    |
| P                | Emil Audero           | Como         | fine prestito                               |
| D                | Rayyan Baniya         | Trabzonspor  | fine prestito                               |
| A                | Thomas Henry          | Verona       | fine prestito                               |

### Sessione invernale(dall'1/1 al 31/1)
| Acquisti | Acquisti | Acquisti | Acquisti |
| R.       | Nome     | a        | Modalità |
| -------- | -------- | -------- | -------- |

| Cessioni | Cessioni | Cessioni | Cessioni |
| R.       | Nome     | a        | Modalità |
| -------- | -------- | -------- | -------- |

## Risultati

### Serie B
Girone d'andata
| Palermo 23 agosto 2025, ore 21:00 CEST 1ª giornata | Palermo | – referto | Reggiana | Stadio Renzo Barbera |

| Palermo 30 agosto 2025, ore 21:00 CEST 2ª giornata | Palermo | – referto | Frosinone | Stadio Renzo Barbera |

| Bolzano 14 settembre 2025, ore 17:15 CEST 3ª giornata | Südtirol | – referto | Palermo | Druso |

| Palermo 20 settembre 2025, ore --:-- CEST 4ª giornata | Palermo | – referto | Bari | Stadio Renzo Barbera |

| Cesena 27 settembre 2025, ore --:-- CEST 5ª giornata | Cesena | – referto | Palermo | Orogel Stadium-Dino Manuzzi |

| Palermo 30 settembre 2025, ore --:-- CEST 6ª giornata | Palermo | – referto | Venezia | Stadio Renzo Barbera |

| La Spezia 4 ottobre 2025, ore --:-- CEST 7ª giornata | Spezia | – referto | Palermo | Alberto Picco |

| Palermo 18 ottobre 2025, ore --:-- CEST 8ª giornata | Palermo | – referto | Modena | Stadio Renzo Barbera |

| Catanzaro 25 ottobre 2025, ore --:-- CEST 9ª giornata | Catanzaro | – referto | Palermo | Stadio Nicola Ceravolo |

| Palermo 28 ottobre 2025, ore --:-- CEST 10ª giornata | Palermo | – referto | Monza | Stadio Renzo Barbera |

| Palermo 1 novembre 2025, ore --:-- CEST 11ª giornata | Palermo | – referto | Pescara | Stadio Renzo Barbera |

| Castellammare di Stabia 8 novembre 2025, ore --:-- CEST 12ª giornata | Juve Stabia | – referto | Palermo | Stadio Romeo Menti |

| Chiavari 22 novembre 2025, ore --:-- CEST 13ª giornata | Virtus Entella | – referto | Palermo | Stadio Enrico Sannazzari |

| Palermo 29 novembre 2025, ore --:-- CEST 14ª giornata | Palermo | – referto | Carrarese | Stadio Renzo Barbera |

| Empoli 8 dicembre 2025, ore --:-- CEST 15ª giornata | Empoli | – referto | Palermo | Carlo Castellani |

| Palermo 13 dicembre 2025, ore --:-- CEST 16ª giornata | Palermo | – referto | Sampdoria | Stadio Renzo Barbera |

| Avellino 20 dicembre 2025, ore --:-- CEST 17ª giornata | Avellino | – referto | Palermo | Partenio |

| Palermo 27 dicembre 2025, ore --:-- CEST 18ª giornata | Palermo | – referto | Padova | Stadio Renzo Barbera |

| Mantova 10 gennaio 2026, ore --:-- CEST 19ª giornata | Mantova | – referto | Palermo | Stadio Danilo Martelli |

Girone di ritorno
| Palermo 17 gennaio 2026, ore --:-- CEST 20ª giornata | Palermo | – referto | Spezia | Stadio Renzo Barbera |

| Modena 24 gennaio 2026, ore --:-- CEST 21ª giornata | Modena | – referto | Palermo | Stadio Alberto Braglia |

| Bari 31 gennaio 2026, ore --:-- CEST 22ª giornata | Bari | – referto | Palermo | Stadio San Nicola |

| Palermo 7 febbraio 2026, ore --:-- CEST 23ª giornata | Palermo | – referto | Empoli | Stadio Renzo Barbera |

| Genova 10 febbraio 2026, ore --:-- CEST 24ª giornata | Sampdoria | – referto | Palermo | Stadio Luigi Ferraris |

| Palermo 14 febbraio 2026, ore --:-- CEST 25ª giornata | Palermo | – referto | Virtus Entella | Stadio Renzo Barbera |

| Palermo 21 febbraio 2026, ore --:-- CEST 26ª giornata | Palermo | – referto | Südtirol | Stadio Renzo Barbera |

| Pescara 28 febbraio 2026, ore --:-- CEST 27ª giornata | Pescara | – referto | Palermo | Adriatico |

| Palermo 3 marzo 2026, ore --:-- CEST 28ª giornata | Palermo | – referto | Mantova | Stadio Renzo Barbera |

| Carrara 7 marzo 2026, ore --:-- CEST 29ª giornata | Carrarese | – referto | Palermo | Stadio dei Marmi |

| Monza 14 marzo 2026, ore --:-- CEST 30ª giornata | Monza | – referto | Palermo | U-Power Stadium |

| Palermo 14 marzo 2026, ore --:-- CEST 31ª giornata | Palermo | – referto | Juve Stabia | Stadio Renzo Barbera |

| Padova 21 marzo 2026, ore --:-- CEST 32ª giornata | Padova | – referto | Palermo | Euganeo |

| Palermo 6 aprile 2026, ore --:-- CEST 33ª giornata | Palermo | – referto | Avellino | Stadio Renzo Barbera |

| Frosinone 11 aprile 2026, ore --:-- CEST 34ª giornata | Frosinone | – referto | Palermo | Benito Stirpe |

| Palermo 18 aprile 2026, ore --:-- CEST 35ª giornata | Palermo | – referto | Cesena | Stadio Renzo Barbera |

| Reggio Emilia 25 aprile 2026, ore --:-- CEST 36ª giornata | Reggiana | – referto | Palermo | Mapei Stadium - Città del Tricolore |

| Palermo 1 maggio 2026, ore --:-- CEST 37ª giornata | Palermo | – referto | Catanzaro | Stadio Renzo Barbera |

| Venezia 9 maggio 2026, ore --:-- CEST 38ª giornata | Venezia | – referto | Palermo | Pier Luigi Penzo |

### Coppa Italia

#### Turni eliminatori
| Arbitro: | Zanotti (Rimini) |

|                                                      |                      |                                          |
| Bondo Vázquez Floriani Mussolini Terracciano Johnsen | Tiri di rigore 4 – 5 | Brunori Palumbo Corona Augello Ceccaroni |

| Udine 24 settembre 2025, ore --:-- CEST Sedicesimi | Udinese | – | Palermo | Friuli |

## Statistiche

### Statistiche di squadra
| Competizione | Punti | In casa | In casa | In casa | In casa | In casa | In casa | In trasferta | In trasferta | In trasferta | In trasferta | In trasferta | In trasferta | Totale | Totale | Totale | Totale | Totale | Totale | DR |
| Competizione | Punti | G       | V       | N       | P       | Gf      | Gs      | G            | V            | N            | P            | Gf           | Gs           | G      | V      | N      | P      | Gf     | Gs     | DR |
| ------------ | ----- | ------- | ------- | ------- | ------- | ------- | ------- | ------------ | ------------ | ------------ | ------------ | ------------ | ------------ | ------ | ------ | ------ | ------ | ------ | ------ | -- |
| Serie B      | 0     | 0       | 0       | 0       | 0       | 0       | 0       | 0            | 0            | 0            | 0            | 0            | 0            | 0      | 0      | 0      | 0      | 0      | 0      | 0  |
| Coppa Italia |       | 0       | 0       | 0       | 0       | 0       | 0       | 1            | 0            | 1            | 0            | 0            | 0            | 1      | 0      | 1      | 0      | 0      | 0      | 0  |
| Totale       |       | 0       | 0       | 0       | 0       | 0       | 0       | 1            | 0            | 1            | 0            | 0            | 0            | 1      | 0      | 1      | 0      | 0      | 0      | 0  |

### Andamento in campionato
| Giornata  | 1 | 2 | 3 | 4 | 5 | 6 | 7 | 8 | 9 | 10 | 11 | 12 | 13 | 14 | 15 | 16 | 17 | 18 | 19 | 20 | 21 | 22 | 23 | 24 | 25 | 26 | 27 | 28 | 29 | 30 | 31 | 32 | 33 | 34 | 35 | 36 | 37 | 38 |
| --------- | - | - | - | - | - | - | - | - | - | -- | -- | -- | -- | -- | -- | -- | -- | -- | -- | -- | -- | -- | -- | -- | -- | -- | -- | -- | -- | -- | -- | -- | -- | -- | -- | -- | -- | -- |
| Luogo     |   |   |   |   |   |   |   |   |   |    |    |    |    |    |    |    |    |    |    |    |    |    |    |    |    |    |    |    |    |    |    |    |    |    |    |    |    |    |
| Risultato |   |   |   |   |   |   |   |   |   |    |    |    |    |    |    |    |    |    |    |    |    |    |    |    |    |    |    |    |    |    |    |    |    |    |    |    |    |    |
| Posizione |   |   |   |   |   |   |   |   |   |    |    |    |    |    |    |    |    |    |    |    |    |    |    |    |    |    |    |    |    |    |    |    |    |    |    |    |    |    |

Legenda:

Luogo: C = Casa; T = Trasferta. Risultato: V = Vittoria; N = Pareggio; P = Sconfitta.

### Statistiche dei giocatori
Una doppia ammonizione e la conseguente espulsione sono conteggiate come un singolo cartellino rosso.
Sono in corsivo i calciatori che hanno lasciato la società a stagione in corso.
| Giocatore       | Serie B  | Serie B | Serie B     | Serie B    | Coppa Italia | Coppa Italia | Coppa Italia | Coppa Italia | Totale   | Totale | Totale      | Totale     |
| Giocatore       | Presenze | Reti    | Ammonizioni | Espulsioni | Presenze     | Reti         | Ammonizioni  | Espulsioni   | Presenze | Reti   | Ammonizioni | Espulsioni |
| --------------- | -------- | ------- | ----------- | ---------- | ------------ | ------------ | ------------ | ------------ | -------- | ------ | ----------- | ---------- |
| T. Augello      | 0        | 0       | 0           | 0          | 1            | 0            | 0            | 0            | 1        | 0      | 0           | 0          |
| P. Avena        | 0        | 0       | 0           | 0          | 0            | 0            | 0            | 0            | 0        | 0      | 0           | 0          |
| M. Bani         | 0        | 0       | 0           | 0          | 1            | 0            | 0            | 0            | 1        | 0      | 0           | 0          |
| F. Bardi        | 0        | 0       | 0           | 0          | 1            | 0            | 0            | 0            | 1        | 0      | 0           | 0          |
| A. Blin         | 0        | 0       | 0           | 0          | 1            | 0            | 0            | 0            | 1        | 0      | 0           | 0          |
| M. Brunori      | 0        | 0       | 0           | 0          | 1            | 0            | 0            | 0            | 1        | 0      | 0           | 0          |
| V. Brutto       | 0        | 0       | 0           | 0          | 0            | 0            | 0            | 0            | 0        | 0      | 0           | 0          |
| A. Buttaro      | 0        | 0       | 0           | 0          | 0            | 0            | 0            | 0            | 0        | 0      | 0           | 0          |
| P. Ceccaroni    | 0        | 0       | 0           | 0          | 1            | 0            | 0            | 0            | 1        | 0      | 0           | 0          |
| G. Corona       | 0        | 0       | 0           | 0          | 1            | 0            | 0            | 0            | 1        | 0      | 0           | 0          |
| F. Cutrona      | 0        | 0       | 0           | 0          | 0            | 0            | 0            | 0            | 0        | 0      | 0           | 0          |
| F. Di Bartolo   | 0        | 0       | 0           | 0          | 0            | 0            | 0            | 0            | 0        | 0      | 0           | 0          |
| F. Di Francesco | 0        | 0       | 0           | 0          | 0            | 0            | 0            | 0            | 0        | 0      | 0           | 0          |
| S. Diakité      | 0        | 0       | 0           | 0          | 1            | 0            | 0            | 0            | 1        | 0      | 0           | 0          |
| E. Gyasi        | 0        | 0       | 0           | 0          | 1            | 0            | 0            | 0            | 1        | 0      | 0           | 0          |
| C. Gomes        | 0        | 0       | 0           | 0          | 0            | 0            | 0            | 0            | 0        | 0      | 0           | 0          |
| A. Gomis        | 0        | 0       | 0           | 0          | 0            | 0            | 0            | 0            | 0        | 0      | 0           | 0          |
| J. Le Douaron   | 0        | 0       | 0           | 0          | 1            | 0            | 0            | 0            | 1        | 0      | 0           | 0          |
| G. Magnani      | 0        | 0       | 0           | 0          | 0            | 0            | 0            | 0            | 0        | 0      | 0           | 0          |
| E. Nicolosi     | 0        | 0       | 0           | 0          | 0            | 0            | 0            | 0            | 0        | 0      | 0           | 0          |
| A. Palumbo      | 0        | 0       | 0           | 0          | 1            | 0            | 0            | 0            | 1        | 0      | 0           | 0          |
| P. Peda         | 0        | 0       | 0           | 0          | 1            | 0            | 0            | 0            | 1        | 0      | 0           | 0          |
| N. Pierozzi     | 0        | 0       | 0           | 0          | 1            | 0            | 0            | 0            | 1        | 0      | 0           | 0          |
| J. Pohjanpalo   | 0        | 0       | 0           | 0          | 1            | 0            | 0            | 0            | 1        | 0      | 0           | 0          |
| F. Ranocchia    | 0        | 0       | 0           | 0          | 1            | 0            | 0            | 0            | 1        | 0      | 0           | 0          |
| D. Śarić        | 0        | 0       | 0           | 0          | 0            | 0            | 0            | 0            | 0        | 0      | 0           | 0          |
| J. Segre        | 0        | 0       | 0           | 0          | 1            | 0            | 0            | 0            | 1        | 0      | 0           | 0          |
| S. Squillacioti | 0        | 0       | 0           | 0          | 0            | 0            | 0            | 0            | 0        | 0      | 0           | 0          |
| A. Vasić        | 0        | 0       | 0           | 0          | 0            | 0            | 0            | 0            | 0        | 0      | 0           | 0          |
| V. Verre        | 0        | 0       | 0           | 0          | 0            | 0            | 0            | 0            | 0        | 0      | 0           | 0          |